# Kuroko’s Basketball: Last Game
Kuroko’s Basketball: Last Game (jap. 劇場版 黒子のバスケ LAST GAME Gekijōban Kuroko no basuke rasuto gēmu) – japoński film animowany z 2017 roku na podstawie mangi Kuroko’s Basket autorstwa Tadatoshiego Fujimakiego. Film został wyprodukowany przez studio Production I.G, a za dystrybucję odpowiadało Shōchiku. Premiera w japońskich kinach miała miejsce 18 marca 2017.

## Fabuła
Amerykańska drużyna streetballowa o nazwie Jabberwock przyjechała do Japonii i rozegrała mecz towarzyski z japońską drużyną Strky. Jednak po tym, jak japońska drużyna poniosła miażdżącą porażkę, członkowie Jabberwock zaczęli drwić z japońskiej koszykówki. Ich komentarze rozwścieczyły ojca Riko, więc zebrał on drużynę składającą się z pięciu członków Pokolenia Cudów, a także Tetsuyi Kuroko i Taigi Kagamiego, którą nazwał Vorpal Swords, aby rozegrać mecz rewanżowy przeciwko Jabberwock.

## Obsada
| Postać               | Seiyū             |
| -------------------- | ----------------- |
| Tetsuya Kuroko       | Kenshō Ono        |
| Taiga Kagami         | Yūki Ono          |
| Shintarō Midorima    | Daisuke Ono       |
| Seijūrō Akashi       | Hiroshi Kamiya    |
| Daiki Aomine         | Jun’ichi Suwabe   |
| Atsushi Murasakibara | Ken’ichi Suzumura |
| Ryōta Kise           | Ryōhei Kimura     |
| Riko Aida            | Chiwa Saitō       |
| Satsuki Momoi        | Fumiko Orikasa    |
| Kagetora Aida        | Shin’ichirō Miki  |
| Kousuke Wakamatsu    | Kōsuke Toriumi    |
| Junpei Hyūga         | Yoshimasa Hosoya  |
| Kazunari Takao       | Tatsuhisa Suzuki  |
| Nash Gold Jr.        | Hikaru Midorikawa |
| Jason Silver         | Tetsu Inada       |

## Produkcja i wydanie
Film powstał na bazie mangi Kuroko no Basket: Extra Game, która jest sequelem głównej serii. Za reżyserię odpowiadał Shunsuke Tada, scenariusz napisali Noboru Takagi i Tadatoshi Fujimaki, postacie zaprojektowała Yōko Kikuchi, muzykę skomponował Yoshihiro Ike, natomiast animację wykonało studio Production I.G. Motywem końcowym filmu jest „Glorious Days” w wykonaniu GRANRODEO.
Premiera w japońskich kinach odbyła się 18 marca 2017, a za dystrybucję odpowiadało Shōchiku. Od 15 grudnia 2021 film dostępny jest z polskimi napisami na platformie Netflix.